# Группа «Искра»
Группа «Искра» (нем. Die Gruppe Funke) была троцкистской организацией во главе с Куртом Ландау в Германии. Фактическое название группы с 1931 по 1933 год было Левая оппозиция КПГ (большевики-ленинцы), с 1933 года — Левое крыло КПГ/марксистов-интернационалистов, но её часто называли группой «Искра» или группой Ландау в честь их газеты.
Организация возникла в мае 1931 г. после личных и политических конфликтов (например, по поводу конкретной оценки опасности, исходящей от НСДАП, и по поводу правильной профсоюзной тактики) как откол от Левой оппозиции КПГ (ЛО), которую Лев Троцкий признал официальной секцией международной левой оппозиции и поддерживал до 1933 года (носившей то же название, что и эта). К ним присоединилось около трети (ок. 80, с упором на Берлин и Людвигсхафен) членов ЛО, включая большинство ЦК, был присвоен и орган организации «Коммунист». Затем Троцкий разорвал все контакты с Ландау и его группой.
В 1933 году, после прихода к власти национал-социалистов, группа, действовавшая теперь нелегально, называла себя Левым крылом КПГ/ марксистов-интернационалистов, подчёркивая, что, в отличие от Троцкого, КПГ и Коминтерн по-прежнему считались способными к реформированию, что диктовало отказ от учреждения нового, Четвёртого Интернационала. Теперь группа каждые две недели издавала подпольную газету Funke (Искра) и рабочую газету Der Vertrauensmann (Доверенное лицо). Однако берлинская группа была раскрыта и разгромлена в марте 1934 г., 170 членов и сочувствующих были арестованы, 15 из них летом того же года предстали перед судом, после чего группа смогла развернуть лишь спорадическую деятельность. В то же время вокруг Курта Ландау в Париже сформировалось эмигрантское руководство организации, которое было передислоцировано в Барселону в начале гражданской войны в Испании. Там Ландау и группа тесно сотрудничали с ПОУМ, координируя контакты с иностранными журналистами и интеграцию международных добровольцев в ополчение ПОУМ. После исчезновения Ландау (предположительно похищен агентами НКВД) в сентябре 1937 г. группа распалась.